# Barbus girardi
Barbus girardi is een  straalvinnige vissensoort uit de familie van eigenlijke karpers (Cyprinidae). De wetenschappelijke naam van de soort is voor het eerst geldig gepubliceerd in 1910 door Boulenger.
De soort staat op de Rode Lijst van de IUCN als Onzeker, beoordelingsjaar 2007.